# Ferrari (piłkarz)
Ferrari, właśc. Gilberto José Ferrari (ur. 9 stycznia 1937 w Campinas, zm. 15 lipca 2016 tamże) − piłkarz brazylijski, występujący na pozycji lewego obrońcy.

## Kariera klubowa
Karierę piłkarską Ferrari rozpoczął w klubie Guarani FC w 1957 roku. W latach 1963–1968 występował w SE Palmeiras. Z Palmeiras wygrał Torneio Rio - São Paulo w 1965, zdobył mistrzostwo stanu São Paulo – Campeonato Paulista w 1963 i 1966 oraz Taça Brasil w 1967 roku. Łącznie w barwach Palmeiras rozegrał 237 spotkań, w których strzelił 8 bramek.
W latach 1969–1970 ponownie był zawodnikiem Guarani FC. Później jeszcze występował w São Paulo FC, Comercialu Ribeirão Preto i Pauliście Jundiaí.

## Kariera reprezentacyjna
W reprezentacji Brazylii Ferrari jedyny raz wystąpił 7 września 1965 w wygranym 3-0 towarzyskim meczu z reprezentacją Urugwaju.